# St. Johannis (Rosdorf)

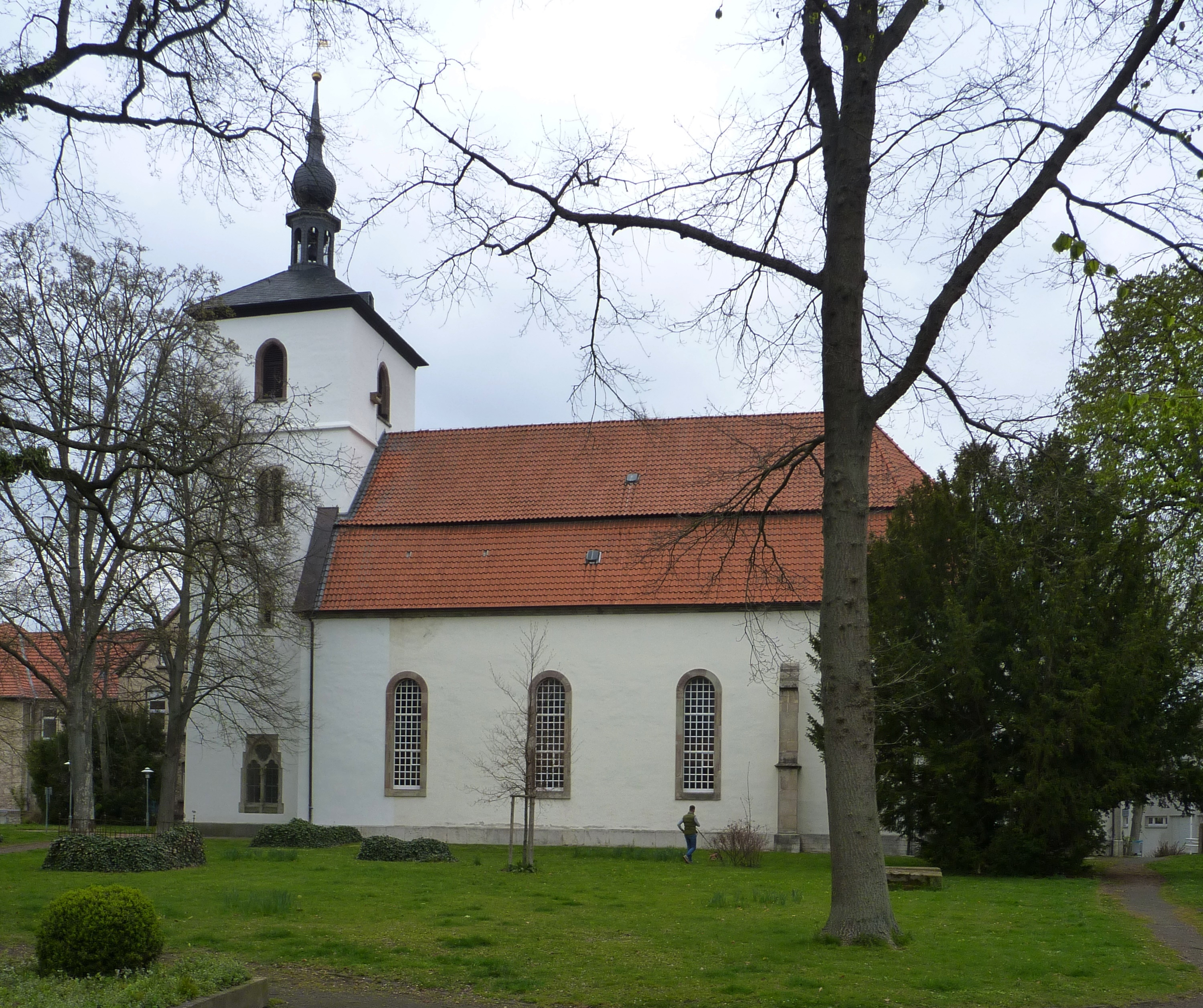
Ansicht von Süden, mit ehemaligem Kirchhof (Aufnahme 2021)

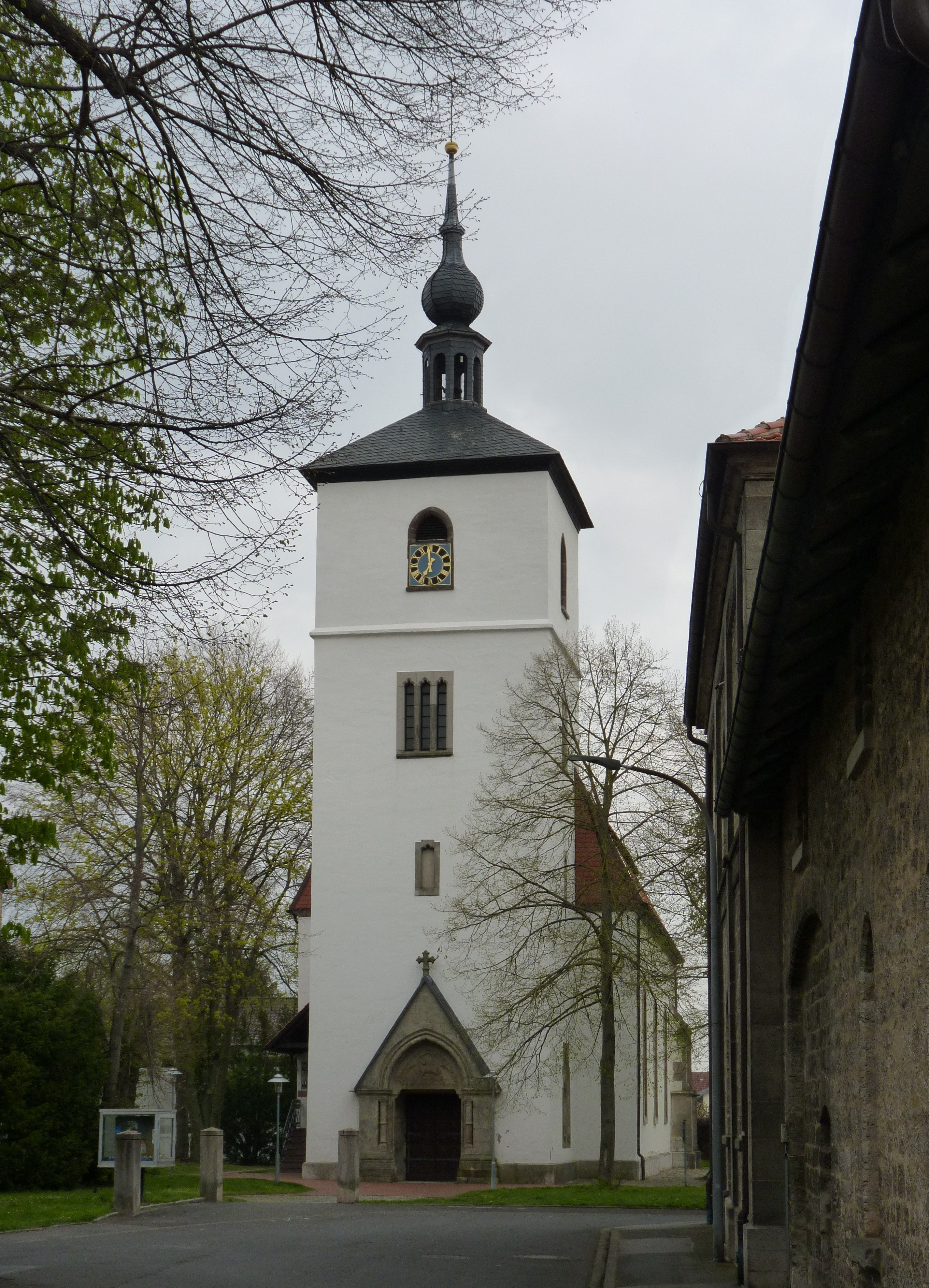
Ansicht von Westen (Kirchstraße), mit Eingangsportal (Aufnahme 2021)

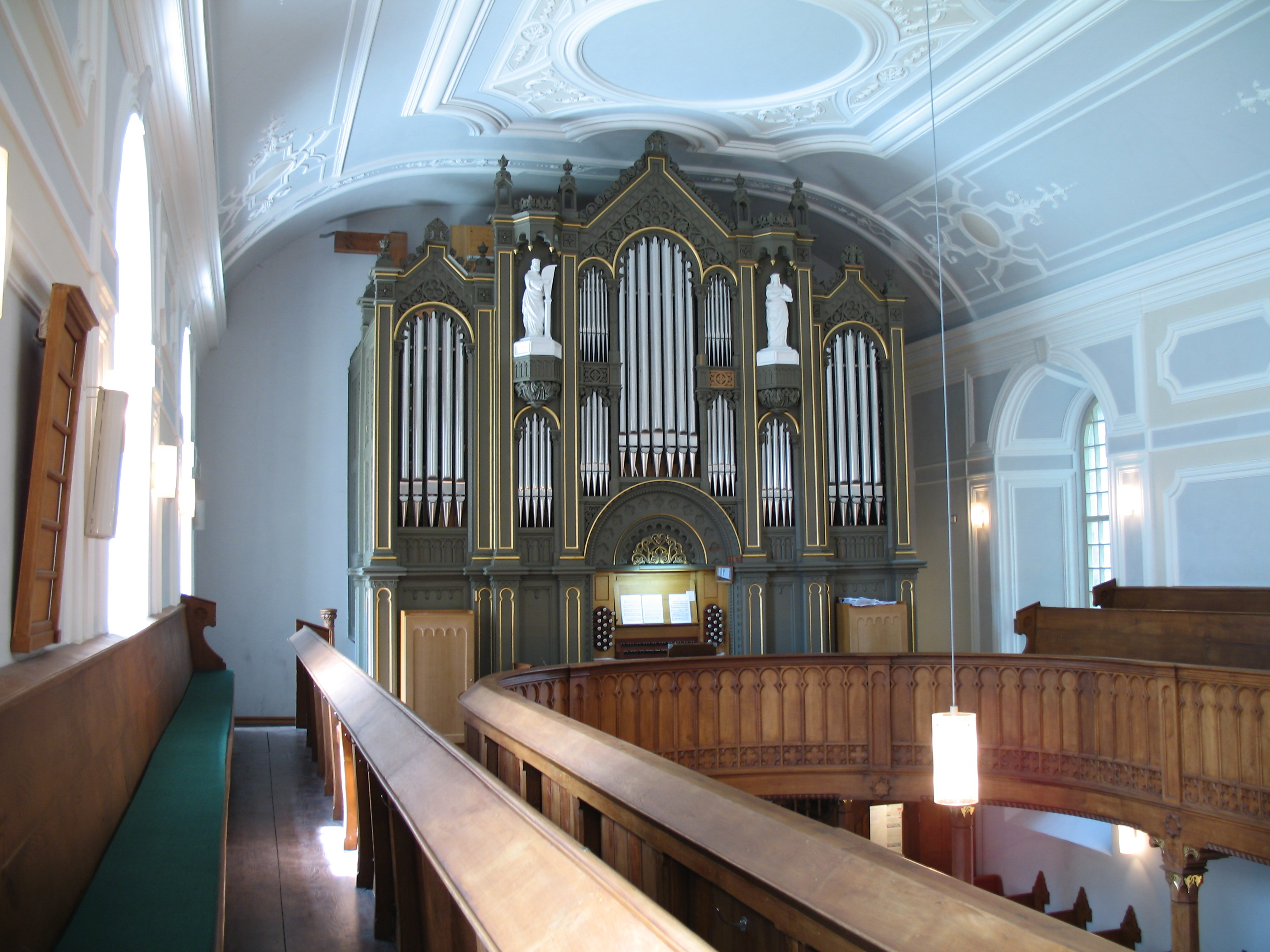
Stuckierter Innenraum, Empore und Orgelprospekt (Aufnahme 2012)

Die denkmalgeschützte evangelisch-lutherische Kirche St. Johannis steht in Rosdorf, einer Einheitsgemeinde im Landkreis Göttingen in Niedersachsen. Die Kirchengemeinde gehört zum Kirchenkreis Göttingen-Münden im Sprengel Hildesheim-Göttingen der Evangelisch-lutherischen Landeskirche Hannovers.

## Beschreibung

### Geschichte und Architektur
Die im historischen Zentrum des Dorfes Rosdorf gelegene Kirche ist ein einschiffiger, gotischer Kernbau mit polygonalem Strebepfeiler-Chorschluss und mittelalterlichem Turm, dem ein romanischer Vorgängerbau voranging. Eine Kirche in Rosdorf wurde allerdings erst 1319 urkundlich genannt. Noch Ende des 17. Jahrhunderts wirkte die Kirche gedrungen und der Turm überragte kaum den Dachfirst des damals mit einem Satteldach bedeckten Langhauses. 1699 wurde der Turm um ein Glockengeschoss mit Klangarkaden erhöht und erhielt ein flaches Zeltdach mit einer schlanken, hoch aufragenden Laterne und einer in dieser Region seltenen Zwiebelhaube. Das heutige äußere Erscheinungsbild der Kirche prägt ein durchgreifender Barockumbau von etwa 1725–30 mit Putzfassaden, Rundbogenfenstern und einem mächtig aufragenden Mansarddach auf dem Kirchenschiff.

### 19. Jahrhundert und Ausstattung
Im 19. Jahrhundert erfolgten drei wichtige Umbauphasen mit Überformungen, welche das ältere Erscheinungsbild des Kircheninnern stark veränderten und die älteren Ausstattungen weitgehend entfernten. Von der gotischen Kirchenausstattung gibt es heute keine Spuren mehr, bis auf den inschriftlich „1512“ datierten Schlussstein des Chorgewölbes, der weitgehend unerkannt im Eingangsflur des nahen Gemeindesaals (Kirchstraße) auf dem Boden liegt. Der 1728–29 von dem Göttinger Bildhauermeister Meder angefertigte Kanzelaltar wurde im 19. Jahrhundert als störend und geschmacklos empfunden und daher entfernt. Die Rosdorfer verschenkten den Altar an die Dorfkirche von Holtensen, wo er bis heute erhalten ist. Aus der Barockzeit ist im Innern der Kirche sichtbar nur noch die restaurierte Stuckverzierung der Wände, der Fensterlaibungen und vor allem des Spiegelgewölbes erhalten.
Hauptblickpunkt in der Kirche ist die 1851 fertiggestellte große Altarwand, die als spätes Beispiel eines Kanzelaltars in der zeittypischen Stilmischform des byzantinischen Stils auf eine Initiative von 1843 des Rosdorfer Pastors Johann Heinrich Carl Ebeling (1808–1857) zurückgeht. Beauftragter Künstler war der Göttinger Universitätsprofessor für Kunstgeschichte und hannoversche Hofmaler Carl Oesterley senior, der hier mit einer monumentalen Innenraumarchitektur aus Eichenholz und einem großen Ölgemälde eines seiner Hauptwerke schuf. Der Ausführung gingen ab 1844 mehrere Studienentwürfe voraus. Thema des Altarbildes ist das Bibelzitat nach Matthäus 11, 28: „Kommet her zu mir alle, die ihr mühselig und beladen seid, ich will euch erquicken.“ Der in der Mitte als helle Lichtgestalt dargestellte Heiland wird gerahmt von zwei im Halbdunkel stehenden Engeln und einer Personenschar, die Gesichtszüge von Personen der Rosdorfer Geschichte zeigen. Gleichzeitig mit der Oesterley-Altarwand entstand 1851 auch der Taufstein aus Marmor vom hannoverschen Bildhauer Ernst von Bandel.
Wenige Jahre nach Fertigstellung der Altarwand vernichtete 1857 ein Kirchenbrand den größten Teil der bis dahin noch verbliebenen hölzernen Barockausstattung. In der Folgezeit entstand eine Neuausstattung, die sich gestalterisch an der neuen Oesterley-Altarwand orientierte. Hierzu zählten das Gestühl, die Empore und die 1863 eingeweihte Giesecke-Orgel mit einem vom Göttinger Baumeister Friedrich Doeltz entworfenen Prospekt. Damit tauschte die Rosdorfer Kirche binnen weniger Jahre ihre bisher einheitliche barocke Ausstattung gegen eine neuromanisch-„byzantinische“ Ausstattung.
1863–66 leitete Konsistorialbaumeister Conrad Wilhelm Hase eine Kircheninstandsetzung, bei der u. a. ein neuer Westeingang mit neuromanischem Portal entstand.
Die Orgel auf der Westempore mit 28 Registern, verteilt auf 2 Manuale und ein Pedal, wurde 1863 von Carl Giesecke gebaut, 1911 von P. Furtwängler & Hammer umgebaut und 1997 von Werner Bosch Orgelbau restauriert. Die Orgel erklingt nicht nur in den Gottesdiensten, sondern auch bei Konzertveranstaltungen.

## Kirchhof
Die Kirche ist umgeben von einem von einer Mauer eingefriedeten ehemaligen Friedhof (Kirchhof), auf dem noch einige ältere Grabmale sowie ein monumentales Kriegerehrenmal für Gefallene des Ersten Weltkriegs stehen. Seit 1866/1885 gibt es einen neuen Friedhof an der heutigen Bahnhofstraße.
An der nördlichen und südlichen Außenseite des Kirchenchors sowie an der Innenseite der Friedhofsmauer in der Nähe des Kircheneingangs befinden sich aus vorreformatorischer Zeit fünf Reliefsteine eines ehemaligen Kreuzwegs, die ins erste Viertel des 16. Jahrhunderts datiert werden.